# St. David's
St. David's è un centro abitato di Grenada, capoluogo della parrocchia di Saint David.